# 澳門公民力量
澳門公民力量（葡萄牙語：Energia Cívica de Macau，缩写為ECM）是一個於2008年成立的澳門的建制派民間論政團體，成員多是澳門知識分子，活躍於文化教育界。成員包括：理事長林玉鳳、副理事長黃素君、黃逸恆、理事吳文源等等。澳門公民力量會定期舉辦圓桌會議，討論的議題關注澳門社會、民生、政治、經濟等，會議後會將討論所得編寫成公民彙編。

## 选举成绩
澳門公民力量於2009年6月7日宣佈組成公民監察參加2009年澳門立法會選舉，得5329票，未有取得議席。於2013年6月25日宣佈參選2013年澳門立法會選舉。而在2017年林玉鳳參加2017年澳門立法會選舉並以9590票順利當選。2021年參選2021年澳門立法會選舉，林玉鳳尋求連任失敗，得3729票。
- 2009年：林玉鳳、尉東君、朱焯信、吳文源、梁鳳曉
- 2013年：林玉鳳、吳文源、利安豪、張志邦、姜偉靖
- 2017年：林玉鳳、張志雄、吳曉程、姜偉靖、徐子威
- 2021年：林玉鳳、趙雲橋、朱嘉傑、陳桂舜、張耀鴻、麥欣茵、利安豪、黃文傑

## 公民圓桌
公民圓桌是澳門公民力量的定期活動，每月舉行。圓桌活動的宗旨是，圍坐一起的人無分高低，人人發聲，理性討論，以發言作公民參與，用說理建立公民社會。
- 《公民圓桌》座談會(2010-2013，澳門公民力量)

## 外部連結
- 澳門公民力量的Facebook專頁